# Лаура Санчес
Лаура Санчес  (ісп. Laura Sánchez, 16 жовтня 1985) — мексиканська стрибунка у воду, олімпійська медалістка.

## Виступи на Олімпіадах
| Олімпіада   | Дисципліна                           | Місце |
| ----------- | ------------------------------------ | ----- |
| Афіни 2004  | синхронні стрибки з вишки з трамліна | 5     |
| Пекін 2008  | трамплін                             | 10    |
| Лондон 2012 | трамплін                             | 3     |